# Never on Tuesday
Pour plus de détails, voir Fiche technique et Distribution.
Never on Tuesday est une comédie américaine réalisée par Adam Rifkin, sortie en 1988.

## Fiche technique
- Titre : Never on Tuesday
- Réalisation : Adam Rifkin
- Scénario : Adam Rifkin
- Production : Elliott Kastner, Randolf Turrow, Lionel Wigram et Brad Wyman
  - Production exécutive : Cassian Elwes (en)
- Musique : Richard Stone
- Montage : Ed Rothkowitz
- Pays de production :  États-Unis
- Durée : 90 minutes
- Dates de sortie :
  - France : mai 1988 (Festival de Cannes)
  - États-Unis : 1989

## Distribution
- Claudia Christian : Tuesday
- Andrew Lauer : Matt
- Peter Berg : Eddie
- Nicolas Cage : homme dans la voiture rouge
- Charlie Sheen : Thief
- Emilio Estevez : Chauffeur de Truck
- Adam Rifkin : William